# Эрнесакс, Густав Густавович
Гу́став Густавович Э́рнесакс (эст. Gustav Ernesaks; 1908—1993) — эстонский, советский хоровой дирижёр, композитор, педагог, публицист. Герой Социалистического Труда (1974). Народный артист СССР (1956). Лауреат Ленинской (1970) и двух Сталинских премий (1947, 1951). Автор музыки Государственного гимна Эстонской ССР.

## Биография
Родился 29 ноября (12 декабря) 1908 года в деревне Перила (ныне в волости Раазику, уезд Харьюмаа, Эстония).
В 1912 году семья переехала в Ревель и проживала в районе Ласнамяэ.
Одновременно с занятиями в Таллинской гимназии учился в Таллинской консерватории (ныне Эстонская академия музыки и театра) (1924—1927, класс фортепиано и органа). В 1929 году вновь поступил в Консерваторию, которую окончил в 1931 году по классу музыкальной педагогики и в 1934 — по классу композиции у А. Каппа. В Консерватории также учился у Ю. Аавика.
С 1931 года — преподаватель пения в учебных заведениях (2-я Таллинская гимназия для девочек (1931—1937), Таллинская городская школа коммерции и торговли для мальчиков (1932—1935), частная гимназия для девочек Эльфриды Лендер (1934—1940), Таллинский английский колледж (1937—1940) и дирижёр хоров (хор «Välgumihklid», хор 2-й Таллинской гимназии для девочек, смешанный хор Таллинского английского колледжа, Таллинский женский хор работников образования (1931—1941), смешанный хор ÜENÜTO). В 1935—1937 годах руководил Обществом мужского хорового пения в Таллине.
В те же годы приступил к творческой деятельности. С 1937 года — преподаватель педагогического отделения, в 1944—1946 — декан исполнительского факультета, с 1945 — заведующий кафедрой хорового дирижирования Таллинской консерватории (профессор с 1945 года).
В 1942—1944 годах — руководитель и дирижёр хоров эстонских художественных ансамблях — объединения, собранных в Ярославле эвакуированных эстонских деятелей культуры.
В 1944 году основал и возглавил (художественный руководитель и главный дирижёр) мужской хор Таллинской филармонии (позже — Государственный академический мужской хор Эстонской ССР, с 1989 — Национальный мужской хор Эстонии; первый подобный профессиональный коллектив в стране). Руководил им до 1975 года и за это время хор получил большую известность в Советском Союзе.
С 1933 — участник, с 1947 года — руководитель и главный дирижёр Эстонских праздников песни, проводящихся в Таллине каждые пять лет.

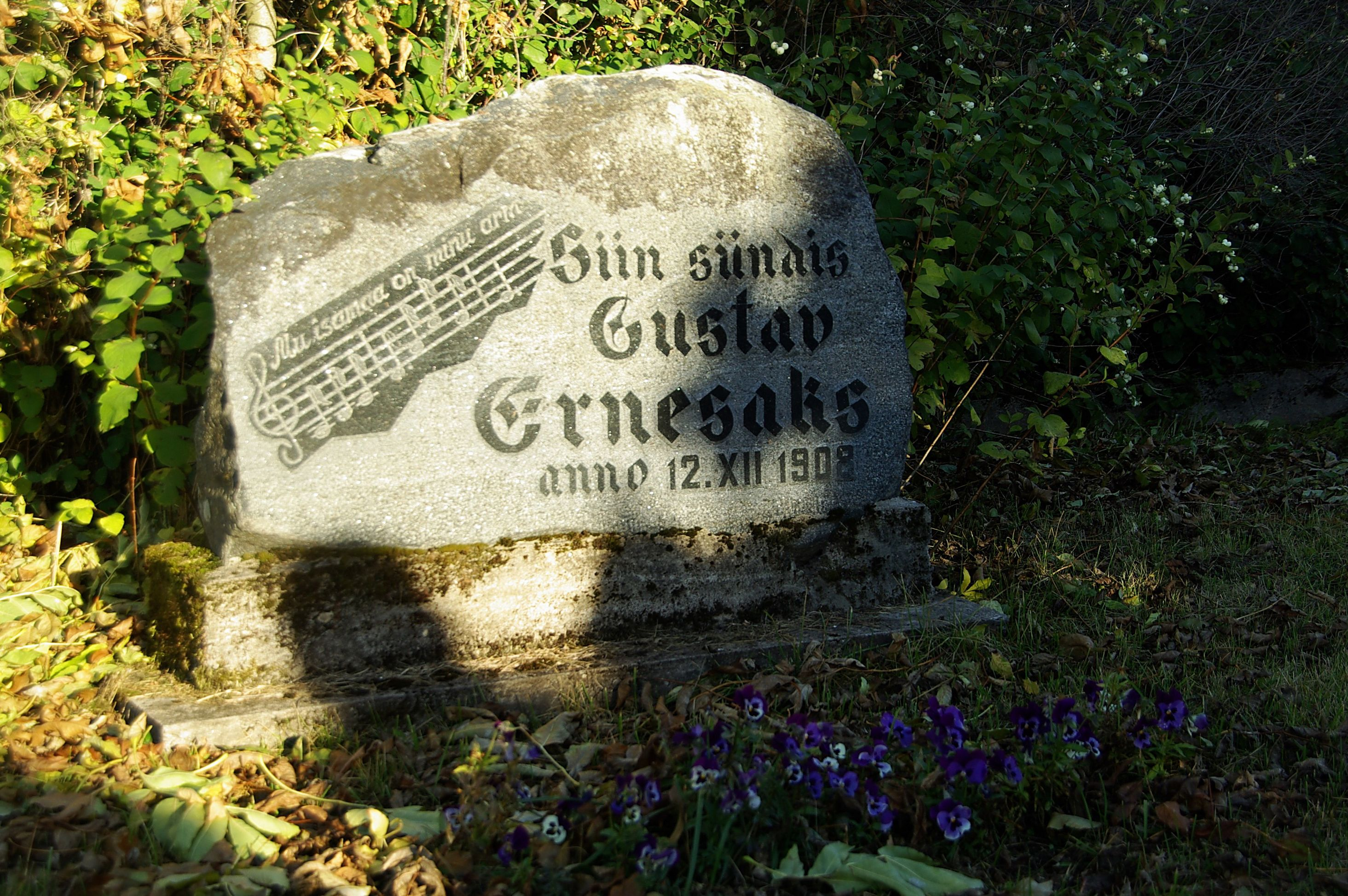
Памятный знак в месте рождения Густава Эрнесакса

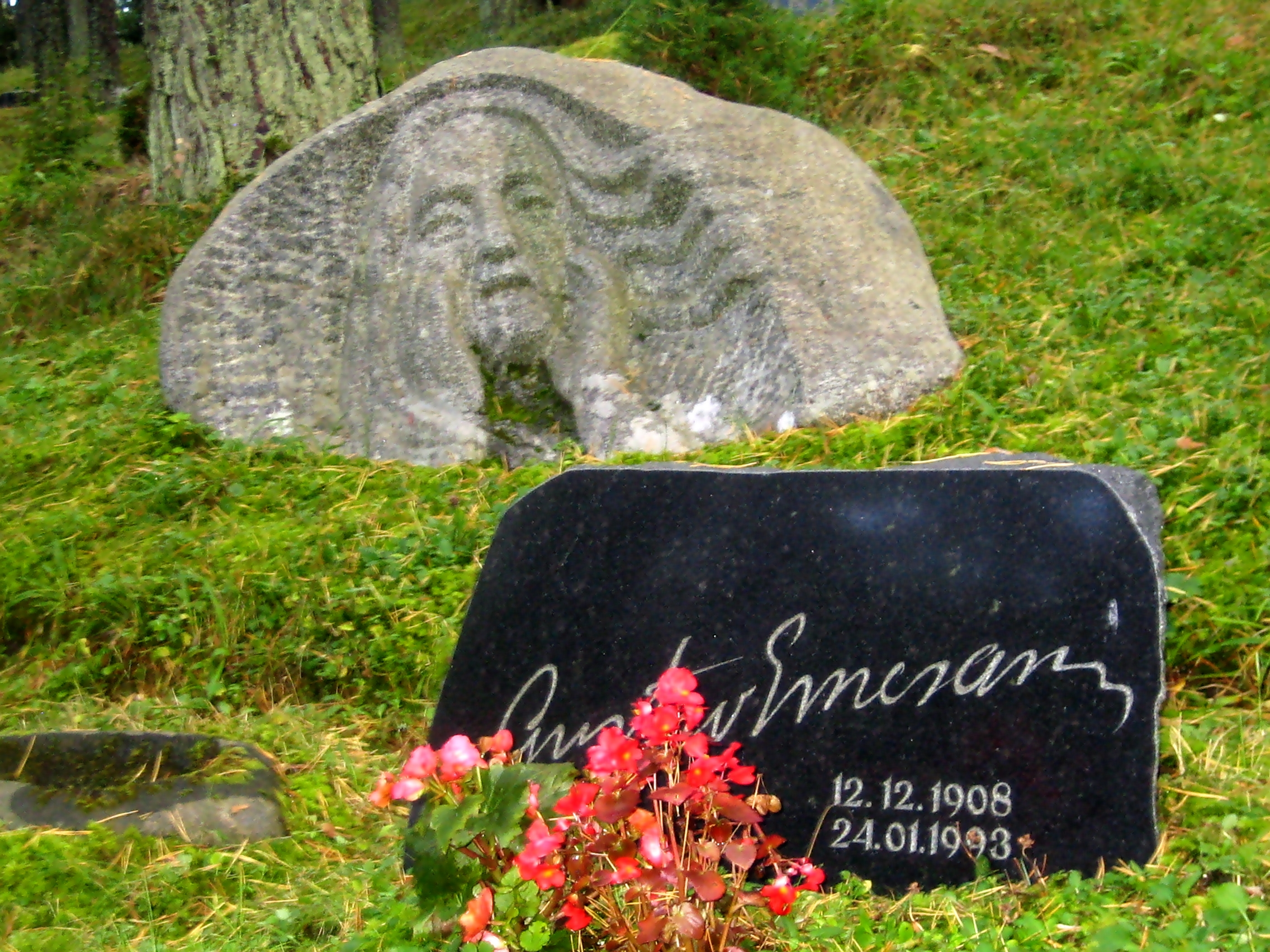
Надгробие на могиле Густава Эрнесакса

Среди произведений композитора наиболее известны его песни, в том числе «Моя отчизна, моя любовь». Автор ряда опер, хоровых произведений, музыки к драматическим спектаклям и кинофильмам. Сочинения композитора отмечены простотой и ясностью стиля, в них автор зачастую использует народные мелодии.
Член правления Союза композиторов Эстонской ССР.
Депутат Верховного Совета Эстонской ССР 4—7 созывов. Член Республиканского комитета защиты мира (с 1953 года), председатель Эстонского отделения Общества дружбы «СССР—Чехословакия».
Густав Эрнесакс умер 24 января 1993 года в Таллине. Похоронен на Лесном кладбище.

### Семья
- Жена (с 1935) — Стелла Эрнесакс (1909—1973), педагог физического воспитания
  - Сын — Отт Эрнесакс (1938—2009), спортивный тренер по подводному плаванию
    - Внук — Март Эрнесакс, пианист

## Награды и звания
- Герой Социалистического Труда (1974)
- Заслуженный деятель искусств Эстонской ССР (1942)
- Народный артист Эстонской ССР (1947)[4]
- Народный артист СССР (1956)
- Сталинская премия второй степени (1947) — за концертно-исполнительскую деятельность
- Сталинская премия третьей степени (1951) — за оперу «Берег бурь» (1949)
- Ленинская премия (1970) — за концертные программы 1967—1968 и 1968—1969 годов
- Государственная премия Эстонской ССР (1947, 1948, 1949, 1950, 1959, 1965)
- Литературная премия Эстонской ССР имени Юхана Смуула (1984)
- Орден Эстонского Красного Креста V класса (1938)[5]
- Три ордена Ленина (1950, 1967, 1974)
- Орден Октябрьской Революции (1978)
- Орден Трудового Красного Знамени (1946)
- Орден «Знак Почёта» (1965)
- Орден Почёта (СССР) (1988)
- Медаль «За доблестный труд в Великой Отечественной войне 1941—1945 гг.»
- Медали
- Приз «Золотой диск» фирмы «Мелодия» — за записи хоровой музыки
- Почётный гражданин Таллинна (1978)

## Творчество
- музыка Государственного гимна Эстонской ССР (1944)
- оперы — «Пюхаярв» (1946), «Берег бурь» (1949), «Рука об руку» (1955, нов. вариант «Михкель и Мари», 1964), «Боевое крещение» (1956), «Женихи из Мульгимаа» (1959)
- для хора без сопровождения — кантаты «Боевой рог» (слова из эстонского эпоса «Калевипоэг», 1943), «Пой, свободный народ» (сл. Д. Вааранди, 1950), «От тысяч сердец» (сл. П. Руммо, сл. Ю. Смуула, 1954)
- для мужского хора — поэмы «Девушка и смерть» (сл. M. Горького, 1961), «Таинственный трубач» (1963), «Каннелист» (1963)
- для хора с сопровождением фортепиано — сюита «Как живут рыбаки» (сл. Ю. Смуула, 1953), сюита а капелла «О родина, любовь моя» (1944), «Холодные печи», «Марш Юрьевой ночи», «Вечер на берегу», «Песня жнецов», «Поэма о весне», «У нас в колхозе свадьба» (все — 1948), «Новогодняя шуточная» (1951), «Меня позвали на свадьбу» (1952), Песни Иванова дня (1957), поэма «Тысячелетний Ленин» (сл. И. Бехера, 1969)
- хоровые песни (св. 300), в том числе «Моя Отчизна — моя любовь» (сл. Л. Койдулы, 1943), «Новогодний козёл» (слова народные, 1952), «Тартуские белые ночи» (сл. Э. Энно, 1970)
- сольные и детские песни
- обработки народных песен и песни на народные слова (св. 200)
- музыка к спектаклям драматического театра, в том числе «Железный дом» Э. Таммлаана, кинофильмам.

## Фильмография
- 1955 — «Яхты в море»
- 1957 — На повороте
- 1962 — Две иллюстрации (анимационный)

## Автор книг
- «Уста поют, а сердце беспокойно» (1971)
- «Так времени крутилось колесо» (1977)
- «Зов» (1980)
- «Волна поднимается» (1983)
- «На песенных дорогах» (1985).

## Память
- С 1993 года Фонд Густава Эрнесакса присуждает стипендии развития хоровой музыки имени Г. Эрнесакса (с 2001 стипендии вручает Эстонский национальный фонд культуры).
- В 1997 году фонд «Эстонский культурный капитал» приобрел дом в Кадриорге (Таллин), где проживал Г. Эрнесакс с 1953 по 1993 год со своей семьей, который был полностью отремонтирован и стал домом для гостей «Ээсти контсерт» и музеем композитора[6].
- Вошёл в составленный в 1999 году по результатам письменного и онлайн-голосования список 100 великих деятелей Эстонии XX века[7].
- В 2004 году на Певческом поле в Таллине установлена бронзовая скульптура композитора (скульпторы Екке Вяли (Ekke Väli) и Велло Лиллеметс (Vello Lillemets)).
- В 2008 году была выпущена почтовая марка Эстонии, посвященная 100-летию Г. Эрнесакса.